# 980er
Portal Geschichte | Portal Biografien | Aktuelle Ereignisse | Jahreskalender | Tagesartikel

◄ |
9. Jh. |
10. Jahrhundert
| 11. Jh. | ►

◄ |
950er |
960er |
970er |
980er
| 990er | 1000er | 1010er | ►

980 |
981 |
982 |
983 |
984 |
985 |
986 |
987 |
988 |
989

## Ereignisse
- 13. Juli 982: Schlacht am Kap Colonna in Kalabrien, Niederlage Kaiser Ottos II. gegen die Sarazenen. Im Anschluss an die Niederlage kommt es 983 zum großen Slawenaufstand in den von den Sachsen eroberten Gebieten an der Elbe.
- 982: Erik der Rote erreicht von Island aus erstmals Grönland.
- 25. Dezember 983: Otto III. wird in Aachen im Alter von drei Jahren zum ostfränkisch-deutschen König gekrönt.
- 988: Großfürst Wladimir I., Herrscher der Kiewer Rus, empfängt die orthodoxe Taufe.